# Leyte (đảo)

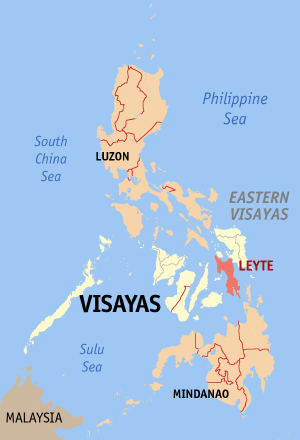
Đảo Leyte tại Philippines

Đảo Leyte là một hòn đảo thuộc khu vực Visayas của Philippines. Hòn đảo bao gồm hai tỉnh là Tỉnh Leyte và Tỉnh Nam Leyte.

## Địa lý
Hòn đảo Leyte có chiều dài từ bắc xuống nam là 180 km và chiều rộng từ đông sang tây là 65 km, diện tích toàn đảo là 7.368 km². Ở phía bắc, đảo giáp với Samar qua Eo biển San Juanico, một eo biển hẹp có nơi chỉ rộng khoảng 2 km. Ngoài ra, phía bắc của Leyte là tỉnh đảo mới chia tách Biliran, hai chiếc cầu vượt biển kết nối Leyte với hai hòn đảo này. Về phía nam, Leyte cách đảo Mindanao qua Eo biển Surigao. Phía tây là hai đảo Cebu và Bohol
Địa hình đảo Leyte chủ yếu là rừng núi, nhưng Thung lũng Leyte ở phía đông bắc có thể canh tác được. Thành phố chính của đảo là Tacloban. Tổng dân số của đảo là 1.950.000. Có tới hai ngôn ngữ được sử dụng trên đảo. Tiếng Cebuano được dùng ở phía nam và tây trong khi khu vực phía bắc và đông sử dụng tiếng Waray-Waray.
Leyte được biết đến nhiều bởi những hành động quân sự trong Chiến tranh thế giới thứ 2. Ngày 20/10/1944, Toàn quyền đã trở lại hòn đảo. Tuy nhiên, người Nhật vẫn chưa chịu từ bỏ dễ dàng, được chứng tỏ qua Trận chiến vịnh Leyte diễn ra trong 4 ngày và được coi là trận Hải chiến lớn nhất trong lịch sử.